# Zprostředkovatel
Zprostředkovatel se zabývá zprostředkováním, nabízí tedy zprostředkovatelské služby. Zprostředkovává obchody nebo i jiné dohody mezi stranami:
- jako makléř, burzovní makléř, makléř s cennými papíry, jinak také broker – zejména podává pokyny na burzu;
- pojišťovací zprostředkovatel – pojištění majetku, zdraví i života;
- realitní zprostředkovatel (realitní makléř) – prodej, nájem, pronájem nemovitostí, převod užívacích práv k nim, převod družstevních podílů apod.;
- pracovní zprostředkovatel, zprostředkovatel práce, zprostředkovatel lidských zdrojů – pracovní agentura;
- seznamovací zprostředkovatel – provozovatel seznamky, dohazovač; aj.

## Zastoupení
Zprostředkovatel své služby poskytuje na základě smlouvy, například o zastoupení, typicky komisionářské.
Zprostředkovateli tím vznikají povinnosti, zpravidla:
- Je pak povinen dbát zájmů svého zákazníka,
- jedná svým jménem na účet a riziko komitenta,
- ručí za škody, které svým jednáním způsobil,
- a má právo na smluvně stanovenou odměnu (provizi) a na úhradu nákladů spojenou s činností, podle ustanoveni smlouvy.

## Poradenství
Zprostředkovatel případně také zároveň může vůči svému zákazníkovi vystupovat v roli poradce, poskytovat mu službu poradenství. Ovšem v takových případech se může dostávat do střetu zájmů: Jeho doporučení zákazníkovi by pak mohla být ovlivněna například různými výšemi provizí z různých zprostředkovávaných/doporučovaných produktů (služeb, zboží, nebo i lidí).

### Dohled
Nejen z tohoto důvodu v oblastech zprostředkování
- vznikají oborové komory,
  - které hájí své etické kodexy;
- bývají požadovány zkoušky odborné způsobilosti,
  - buď jako dobrovolné certifikace,
  - nebo i jako požadavek pro udělení licence, a to i nad rámec případné živnosti volné.